# Pedreguer
Pedreguer és una població de la comarca de la Marina Alta al País Valencià.

## Geografia
Pedreguer es troba a la comarca de la Marina Alta, en la vora del sistema prebètic extern valencià. El terme municipal s'obri a la vall del riu Girona i apareix accidentat en la seua meitat meridional per promontoris retallats com la lloma de les Foies, la Muntanya Gran, la Penya del Gos Flac, el Castell de la Solana o Castell d'Aixa. Els barrancs de l'Alberca i els seus afluents, el de Marx i Les Fonts, drenen les seues terres.
Pedreguer limita al nord amb Dénia, la Xara i Ondara, al sud amb Llíber, Xaló, Alcalalí i la Llosa de Camatxo, a l'est amb Gata de Gorgos, i a l'oest amb Beniarbeig. El terme municipal de Pedreguer està creuat pel Meridià de Greenwich, a la carretera de Benidoleig a l'altura del camí del Clot de l'Alberca.

## Història

### Època medieval
Pedreguer és una població d'origen musulmà, que en aquella època consistia en diferents nuclis de població situats en les actuals partides de Matoses, Albardanera, Benimarmut, "Perer" (l'actual Pedreguer), i d'altres; totes elles depenien del castell de l'Ocaive. Després de la seua conquesta per part de Jaume I el 1244 va entrar a formar part del Regne de València i va passar a ser propietat de Ximén Carroç qui, l'any 1249, va donar-la a Albert Flix. Després passà als Roiç de Corella, als comtes d'Anna i, finalment, als de Cervelló.
Tanmateix, la zona va ser predominantment poblada per moriscos fins a la seua expulsió en 1609. La seua església fou ajuda de la parròquia de Dénia fins a l'any 1544 en què es va independitzar.

### Època moderna
El 1609 romangué quasi sense habitants degut a l'expulsió dels moriscos, i fou repoblada amb catalans i mallorquins. Les pretensions desfeulitzadores dels síndics de Pedreguer i altres pobles de La Marina, constituïren un dels detonants que obriren pas a la Segona Germania de València, l'any 1693; moviment dirigit pel procurador d'El Ràfol d'Almúnia, Francesc Garcia. Sota el regnat de Felip V (1700-1724) va atorgar-se-li el títol de vila.

### Època contemporània
Tant a Pedreguer com en altres poblacions pròximes, com ara Gata de Gorgos i Ondara, la tradicional utilització de la llata de palma (derivada modernament en altres materials) ha donat lloc a la indústria de la marroquineria, amb producció de barreteria, bosses de mà i accessoris. No obstant això, indústria ha decaigut molt per la competència amb les importacions xineses, amb una mà d'obra molt més barata. Altres indústries que incidixen en l'economia de Pedreguer són les fàbriques de mobles, embalatges i materials de construcció. La població, que als inicis del segle tenia 5.287 habitants (pedreguerins), ha evolucionat de manera regressiva fins a la dècada dels seixanta, creixent després lentament fins als 6.489 de 2004. El desenvolupament industrial dels últims temps i la influència secundària del turisme, ha potenciat la recuperació demogràfica. Recentment el poble ha començat a expandir-se per la construcció de nombrosos edificis en les proximitats del poble. Té una superfície de 30,3 km².

## Edificis històrics i d'interès
- La Font d'Aixa

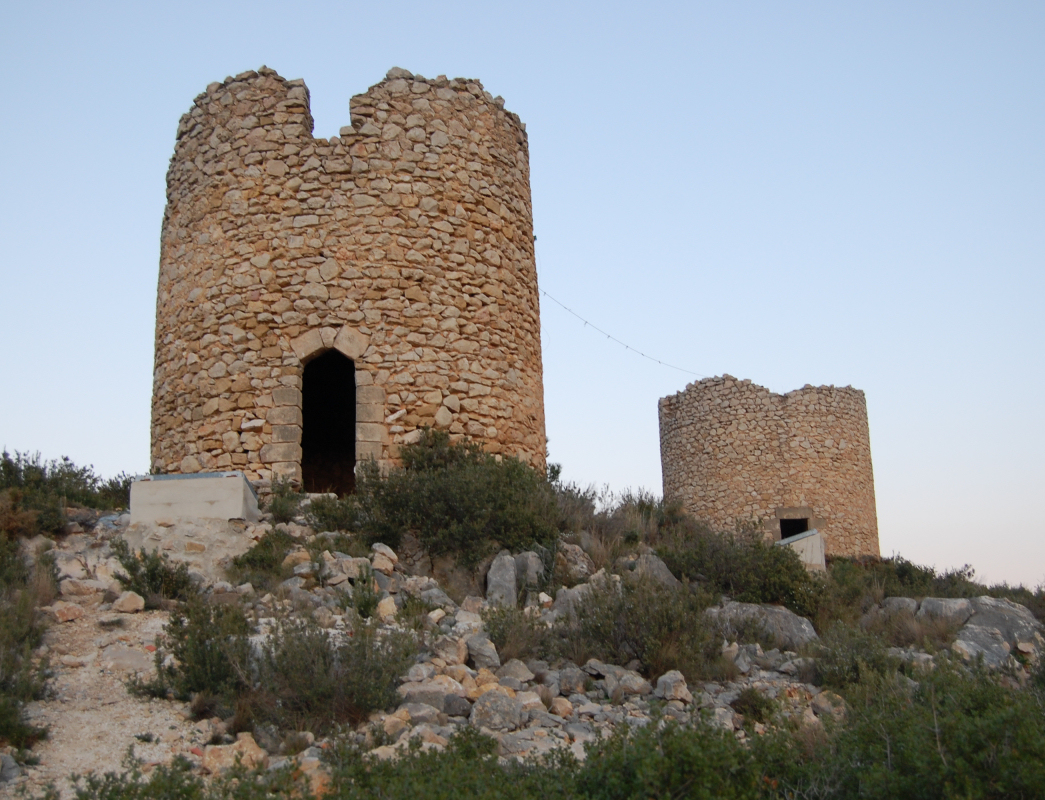
Els molinets

- El Castellet de l'Ocaive: Restes d'una fortalesa d'origen musulmà situada a la Muntanya Gran
- L'Església de la Santa Creu: Del segle xviii, sobre una de 1574
- Els Porxes (o Pòrxens): Construcció de finals del segle xix per ubicar el mercat tradicional a l'aire lliure. Actualment, el mercat s'ha estés també per l'espai adjacent de la Plaça Major
- La Capelleta de Sant Blai: Ermita del segle xviii reconstruïda recentment, després d'un incendi. S'hi celebra el "Porrat" en les festes de Sant Blai, format per paradetes on es poden comprar dàtils i canya de sucre, entre altres productes.
- Les Escoles Velles: Edifici de finals del segle xix on, de principi, s'ubicà un dels primers centres d'ensenyament secundari de les comarques del sud (prov. d'Alacant) i després fou col·legi d'ensenyament primari. Degudament restaurat, en l'actualitat és el contenidor de la Casa de Cultura
- Els Molinets: Es tracta de dos molins de vent del segle xix que abans eren utilitzats per la gent de la zona per moldre el gra i obtindre'n farina. Es poden visitar i de nit es troben il·luminats
- Mirador "Mirabarques": Del 1998, s'hi pot gaudir d'una vista immillorable de gran part de la Marina

## Demografia
Pedreguer té 8.558 habitants (INE 2023). Un 20,96% de la seua població l'any 2005 era de nacionalitat estrangera, principalment procedent d'altres països europeus.
| Població | 4.175 | 5.039 | 5.287 | 4.991 | 4.638 | 4.710 | 4.658 | 4.549 | 4.607 | 5.101 | 5.643 | 5.572 | 6.085 | 7.659 | 7.751 | 7.757 | 8.558 |

## Política i govern

### Composició de la Corporació Municipal
El Ple de l'Ajuntament està format per 13 regidors. En les eleccions municipals de 26 de maig de 2019 foren elegits 7 regidors de Compromís per Pedreguer (Compromís), 2 del Partit Popular (PP), 2 del Partit Socialista del País Valencià (PSPV-PSOE) i 2 de la Candidatura d'Unitat Popular-Alternativa Municipalista (CUP-Amunt).
| Eleccions municipals de 26 de maig de 2019 - Pedreguer                                                                       |                                                          |                                     |                                     |        |          |          |
| Candidatura | Candidatura                                              | Candidatura                         | Cap de llista                       | Vots   | Vots     | Regidors |
| | Compromís per Pedreguer                                  |                                     | Sergi Ferrús Peris                  | 1.679  | 49,40%   | 7 (+1)   |
| | Partit Popular                                           |                                     | Andrés José Ferrer Ribes            | 615    | 18,09%   | 2 (-1)   |
| | Partit Socialista del País Valencià-PSOE                 |                                     | Guillermo Salvador Ballester        | 595    | 17,51%   | 2 ()     |
| | Candidatura d'Unitat Popular - Alternativa Municipalista |                                     | David Prats Fornés                  | 489    | 14,39%   | 2 ()     |
| | Vots en blanc                                            |                                     |                                     | 21     | 0,62%    |          |
| Total vots vàlids i regidors                                                                                                 | Total vots vàlids i regidors                             | Total vots vàlids i regidors        | Total vots vàlids i regidors        | 3.399  | 100 %    | 13       |
| | Vots nuls                                                | Vots nuls                           | Vots nuls                           | 42     | 1,24%    |          |
| Participació (vots vàlids més nuls)                                                                                          | Participació (vots vàlids més nuls)                      | Participació (vots vàlids més nuls) | Participació (vots vàlids més nuls) | 3.441  | 65,82%** |          |
| Abstenció | Abstenció                                                | Abstenció                           | Abstenció                           | 1.787* | 34,18%** |          |
| Total cens electoral | Total cens electoral                                     | Total cens electoral                | Total cens electoral                | 5.228* | 100 %**  |          |
| Alcalde: Sergi Ferrús Peris (Compromís) (15/06/2019) Per majoria absoluta dels vots dels regidors (7 vots de Compromís)      |                                                          |                                     |                                     |        |          |          |
| Fonts: JEC, JEZ Dénia, M. Interior, Periòdic Ara. (* No són vots sinó electors. ** Percentatge respecte del cens electoral.) |                                                          |                                     |                                     |        |          |          |

### Alcaldes

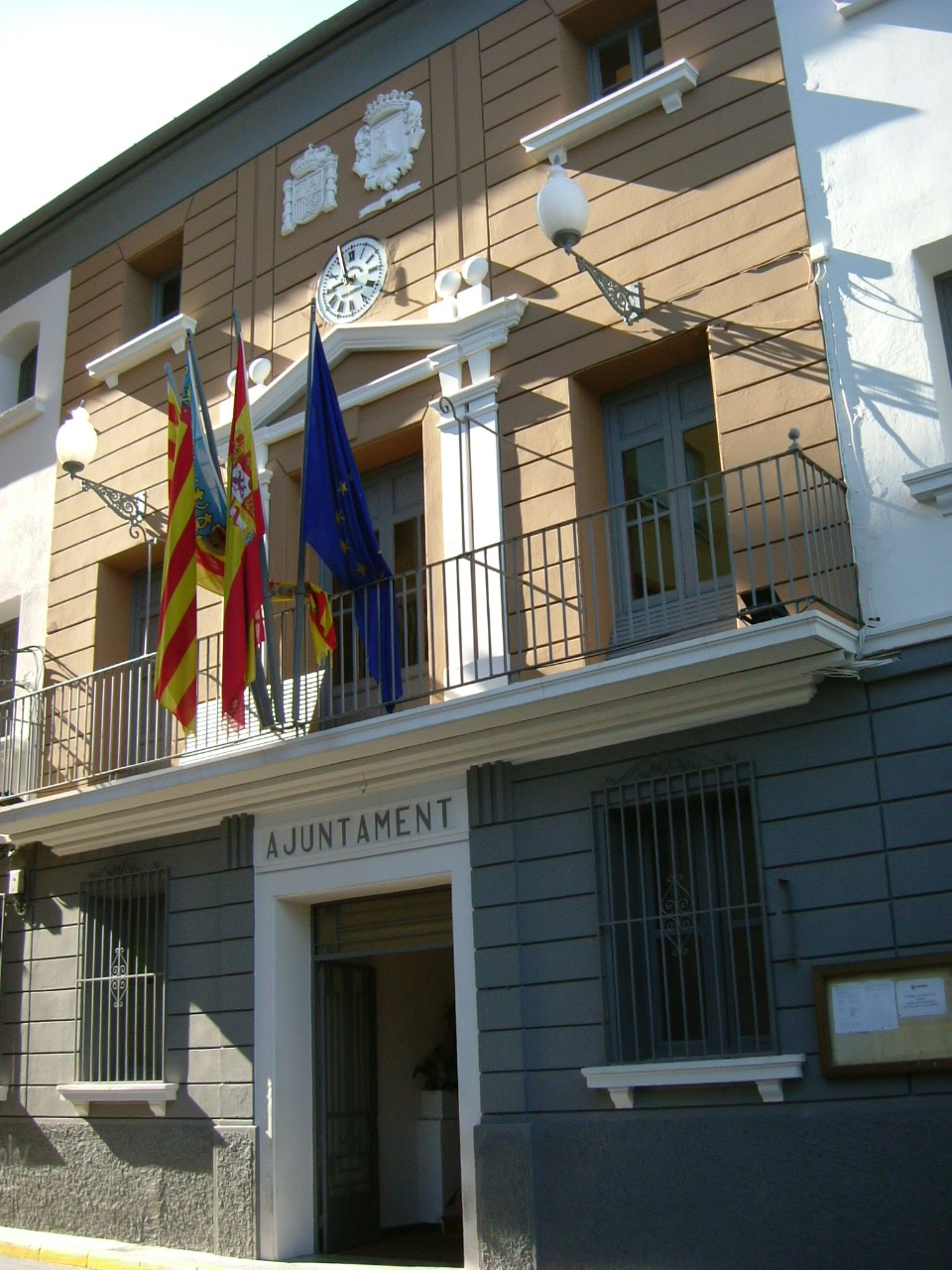
Vista de la façana de l'edifici de l'Ajuntament de Pedreguer.

Des de 2015 l'alcalde de Pedreguer és Sergi Ferrús Peris de Compromís, qui ja va ser alcalde entre 2011 i 2013.
| Període                       | Alcalde o alcaldessa                 | Partit polític      | Data de possessió     | Observacions       |
| ----------------------------- | ------------------------------------ | ------------------- | --------------------- | ------------------ |
| 1979–1983                     | Vicente Pérez Pérez                  | UCD                 | 19/04/1979            | --                 |
| 1983–1987                     | Josep Castelló i Vives               | PSPV-PSOE           | 28/05/1983            | --                 |
| 1987–1991                     | Josep Castelló i Vives               | PSPV-PSOE           | 30/06/1987            | --                 |
| 1991–1995                     | Juliana González Maillo              | PSPV-PSOE           | 15/06/1991            | --                 |
| 1995–1999                     | Juliana González Maillo              | PSPV-PSOE           | 17/06/1995            | --                 |
| 1999–2003                     | Teresa Ballester Artigues            | BLOC-EV             | 03/07/1999            | --                 |
| 2003–2007                     | Vicent Costa Cabrera                 | PSPV-PSOE           | 14/06/2003            | --                 |
| 2007–2011                     | Andrés Ferrer Ribes                  | PP                  | 16/06/2007            | --                 |
| 2011–2015                     | Sergi Ferrús Peris Dora Martí Morell | Compromís PSPV-PSOE | 11/06/2011 08/06/2013 | Pacte de govern -- |
| 2015–2019                     | Sergi Ferrús Peris                   | Compromís           | 13/06/2015            | --                 |
| 2019-2023                     | Sergi Ferrús Peris                   | Compromís           | 15/06/2019            | --                 |
| Des de 2023                   | Sergi Ferrús Peris                   | Compromís           | 17/06/2023            | --                 |
| Fonts: Generalitat Valenciana |                                      |                     |                       |                    |

## Festes i tradicions populars

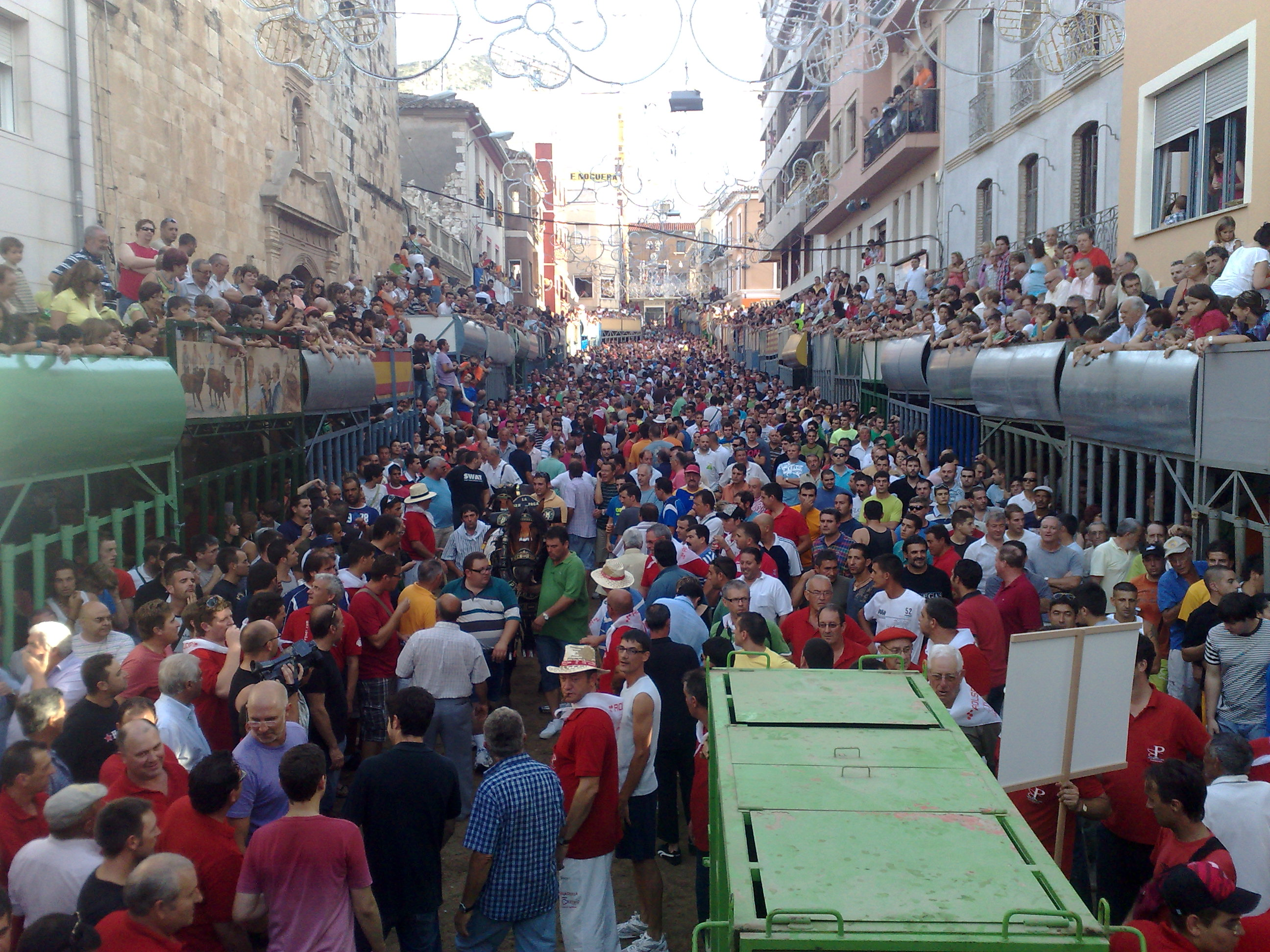
Pedreguer en festes l'any 2009

- Festes de Sant Bonaventura (9-18 juliol): Duren 10 dies, la festa central és en els dies 15 i el 16 de juliol. És la Festa Major, dedicada al Patró de la Vila. Al voltant de la plaça Major es fan diverses activitats, com ara bous, cavalcades, danses, balls, festes infantils, focs artificials, curses i ral·li humorístic, entre d'altres.
- Porrat de Sant Blai (3 de febrer): Se celebra a la Capelleta de Sant Blai, on es fa el porrat.
- Setmana Santa (20 d'abril): La gent jove va d'acampada a casetes i a la muntanya. El dimecres es fa el viacrucis, el dijous i divendres hi ha processó i el diumenge comença la Pasqua i se sol anar a berenar la mona.
- Carnestoltes (8 de febrer): Els xiquets i xiquetes es disfressen per la vesprada, s'ajunten a la Glorieta i d'allí van desfilant fins a arribar a la Plaça on hi ha un berenar per a tots i on també hi ha atraccions. De nit es disfressen les persones majors i també alguns menuts i desfilen pels carrers. En acabant fan ball.
- Sant Antoni (17 de gener): Festa dels animals. Es fa la benedicció dels animals a la capelleta de Sant Blai i després tothom va "de paella" a les diferents casetes de camp del poble.
- Immaculada (8 de desembre): Durant eixa setmana se celebra la fira d'atraccions i diverses activitats culturals com concerts o exposicions. El mateix dia de la Immaculada hi ha una missa solemne que compta amb la participació del Cor de Pedreguer.

## Gastronomia
- Putxero: És un plat de calent, preparat amb carn de diversos tipus (porc, pollastre, vedella i corder), pilota envoltada en col, verdures, cigrons, penques, etc; tot al bull. El seu brou s'empra per a elaborar una sopa d'arròs o fideus com a primer plat.
- Paella: Es cuina en una paella i pot diferir de la classica Paella Valenciana. Es cuina amb arròs, verdures de temporada i carns diverses, principalment pollastre, conill o costella de porc. És molt típic gaudir-la en grup (colla).
- Arròs al forn: És un plat d'arròs eixut, verdures i carn, cuinat al forn.
- Esgarradet: Tradicionalment preparat amb pebrera i albergina a la flama; esgarrades amb les mans, all cru i oli d'oliva. És un plat gelat ideal per mullar amb pa.
- Arròs amb fesols i naps: Arròs caldós amb fesols, nap, penques i porc (principalment orella, manetes o morro), també pot portar xirivia o napicol o tots dos alhora.
- Coques: Base de pasta a base de farina, generalment coberta de tomaca, ceba, pèsols, etc. cuita al forn i si hi ha sort; un tros d'embotit de la terra (botifarra, blanquet, xoriço) o peix amb salaó (espineta, melva, etc).
- Polp amb penques: Guisat de polp trossejat amb penques, ceba, entre altres ingredients.
- Encisam: Amanida estiuenca amb tomaca, ceba (tradicionalment fregada amb sal i rentada després amb aigua, amb el qual se'n suavitza el gust).
- Coca Maria: Coca dolça i esponjosa que sol menjar-se per berenar.
- Bunyols amb carabassa: Bunyols fets amb pasta de carabassa, reposada, i finalment fregits en oli d'oliva.

## Personatges il·lustres
- Joana Escorna i Castellà (?-1454), noble i muller del poeta Ausiàs March.
- Antoni Gilabert Fornés (1716-1792), arquitecte de transició entre el barroc i el neoclacissisme. Fou membre de la Reial Acadèmia de Belles Arts de Sant Carles i en dirigí la secció d'arquitectura. Entre les seues diverses obres destaquen, a la ciutat de València, l'aleshores Duana i actual Palau de Justícia (1758-1802), la remodelació neoclàssica de la catedral (iniciada el 1774), i l'església de les Escoles Pies (1771).
- Celedonio Calatayud Costa (1880-1931) fou un destacat metge i un dels pioners de la radiologia a Europa. Entre els seus mèrits es troba la introducció de la radioteràpia a Espanya en 1906, la fundació de la Societat Espanyola de Radiologia i Electrologia Mèdiques en 1917 i de la 'Revista Espanyola de Radiologia i Electrologia en 1912. Així mateix, va ser el primer catedràtic de radiologia i electrologia a la Universitat Complutense de Madrid en 1920, i va impulsar el Primer Congrés Nacional de Medicina celebrat en 1919. El juliol del 1928 va ser nomenat fill predilecte de Pedreguer.
- Vicent Pons i Fornés (1944-1998), poeta.
- Lluís Fornés i Pérez-Costa (1945-), també conegut com a Lluís el Sifoner, cantautor, investigador i professor.
- José Luis Gayà (1995-), futbolista, jugador del València CF.

Alguns dels pilotaris més destacats de Pedreguer són Jaume Buigues Fornés, «el Xato de Pedreguer», que dona nom al trinquet de Pedreguer; José Carrió Pizarro, raspaller; Alberto Fornés Pérez, germà de Lluís Fornés; Ramon Ginestar Morell, Ramonet; Pere Ribes García, escalater; i Jeffry Cervera Morell, raspaller.

## Agermanaments
El municipi de Pedreguer manté relacions d'agermanament amb la Daira d'Amgala (Sàhara Occidental) des del 1998 i amb Petra (Mallorca) des del 2013.

## Galeria d'imatges

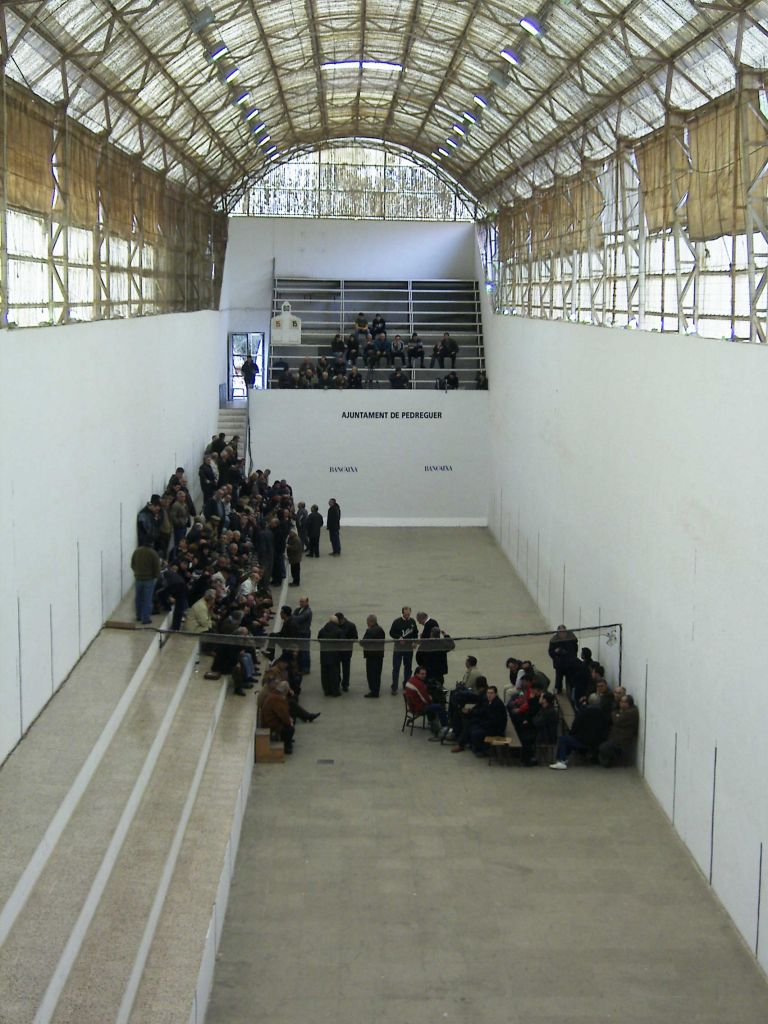
Trinquet de pilota valenciana de Pedreguer
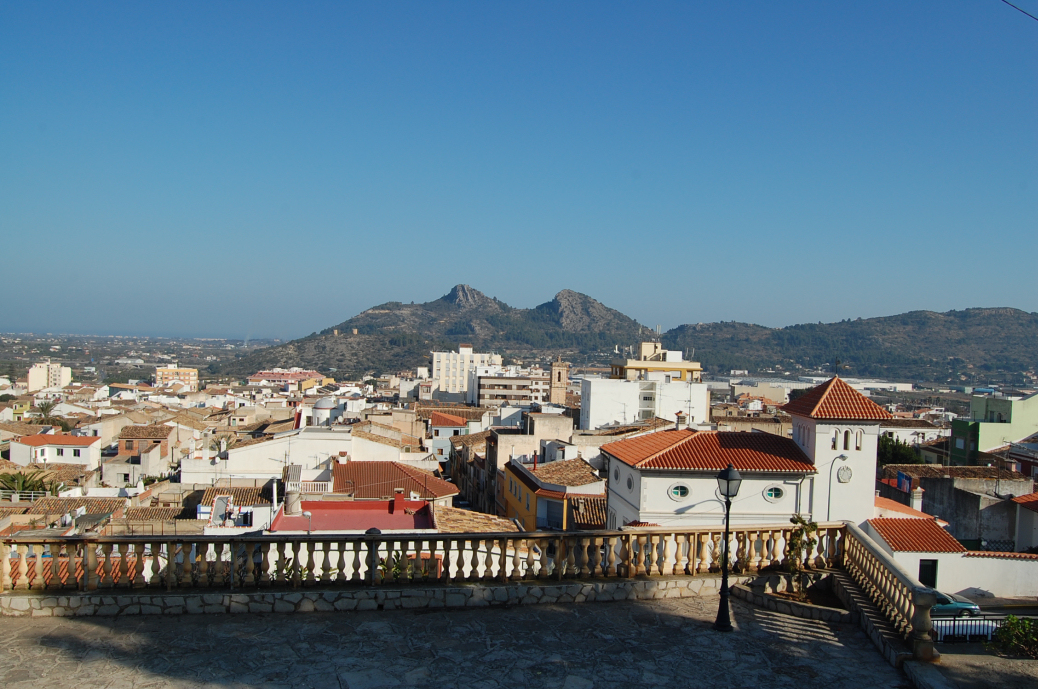
Panoràmica del poble de Pedreguer des de la Capelleta de Sant Blai
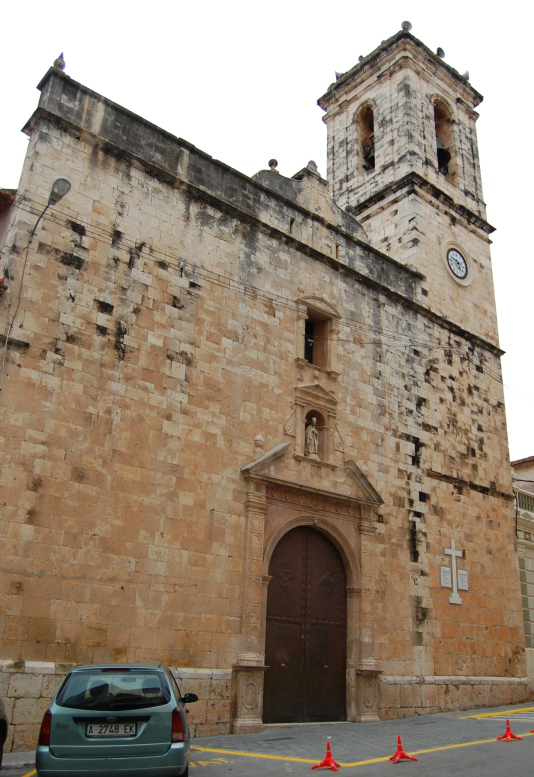
Església de la Santa Creu (s. XVI)
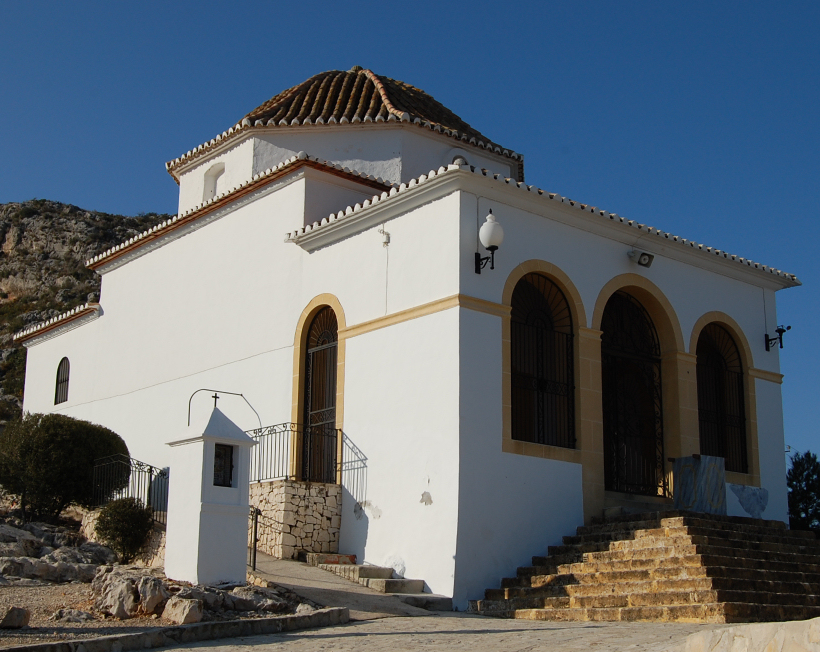
Ermita de Sant Blai
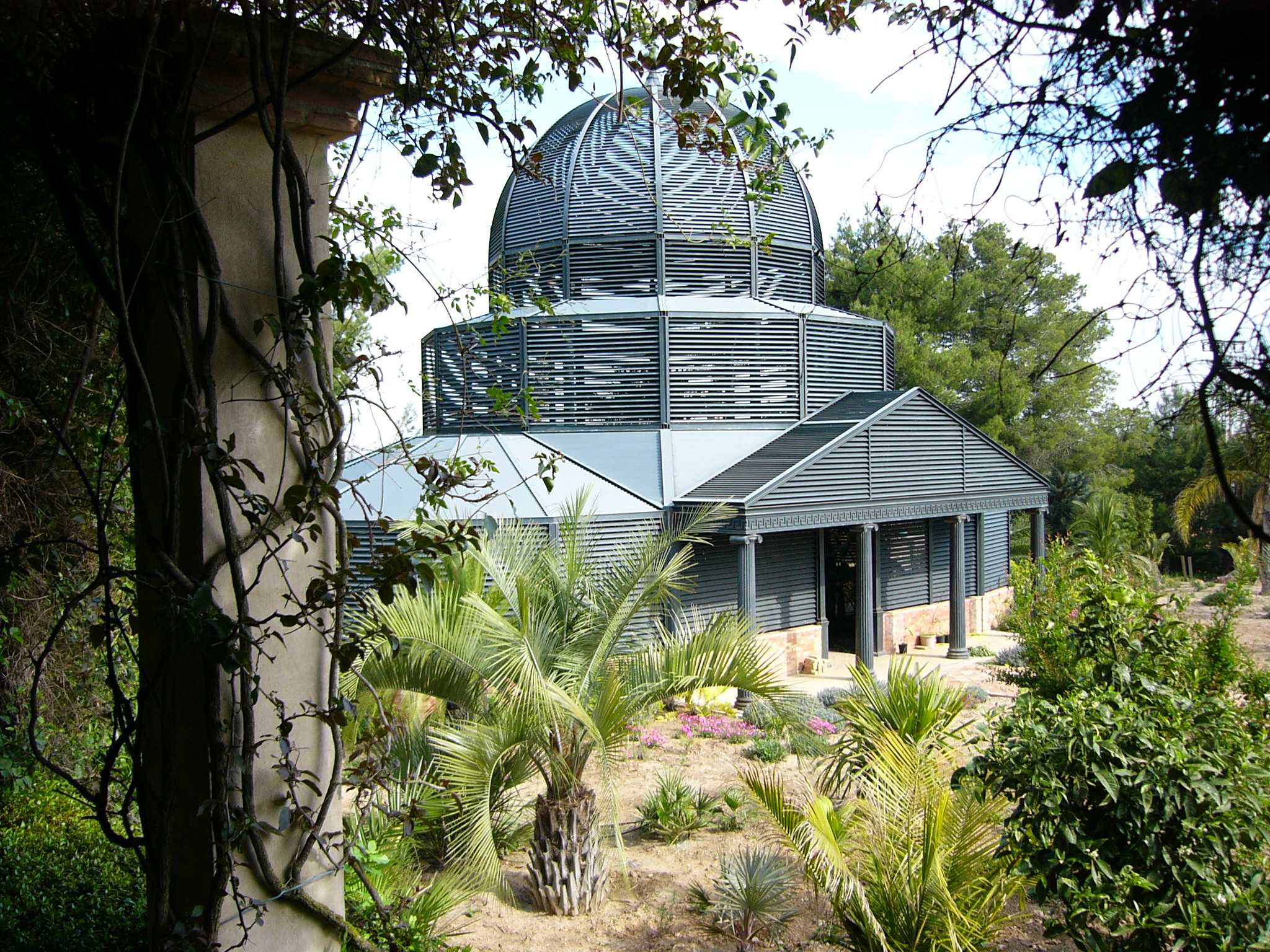
Finca L'Albarda
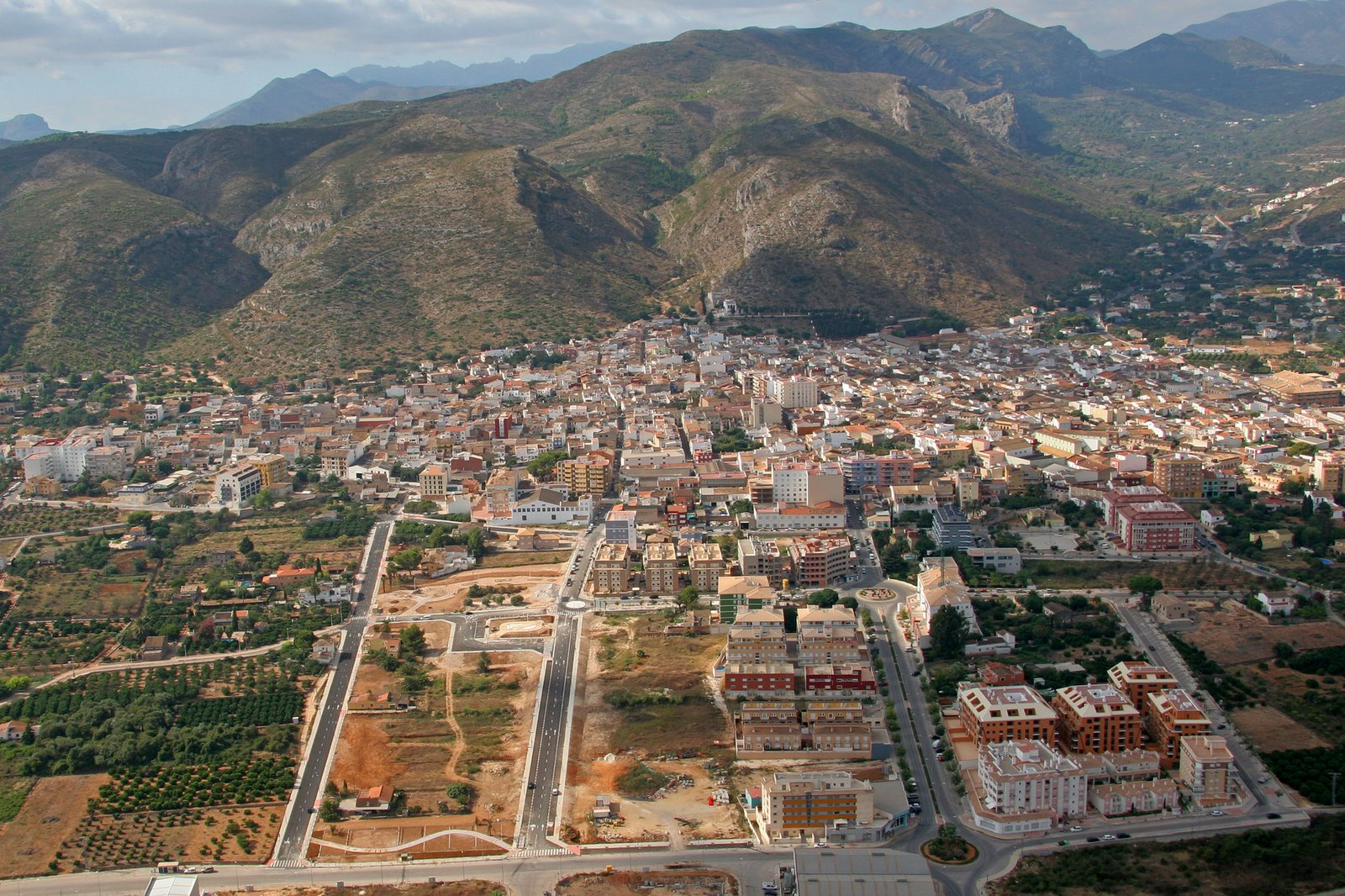
Vista aèria de Pedreguer
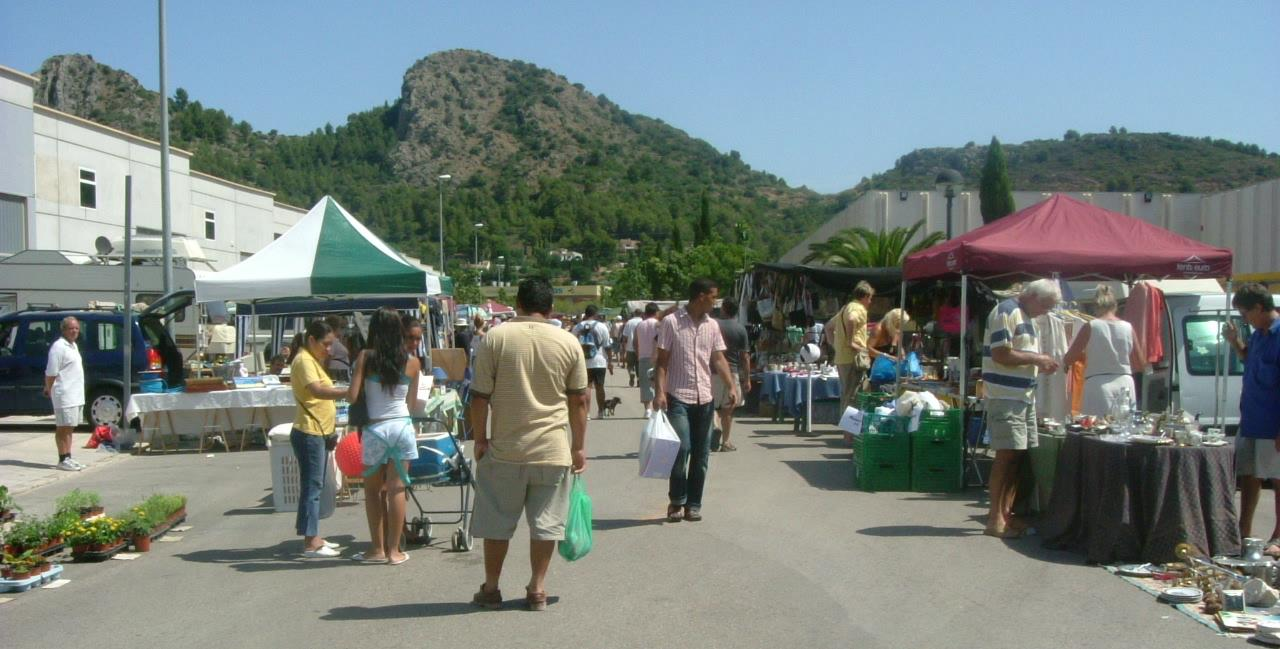
Rastre de Pedreguer els Diumenges al Poligon Les Galgues